# 第九集团军 (德意志帝国)
第9集团军（德語：9. Armee / Armeeoberkommando 9 / A.O.K. 9）是第一次世界大战中德国陆军的一个集团军级司令部。它于1914年9月在布雷斯劳组建，负责指挥东线南段的部队。军队于1916年7月30日解散，但于1916年9月6日在特兰西瓦尼亚重组，以参加罗马尼亚战役。它于1918年6月19日被转移到西线，并最终于1918年9月18日解散。